# Hôtel Belle-Vue

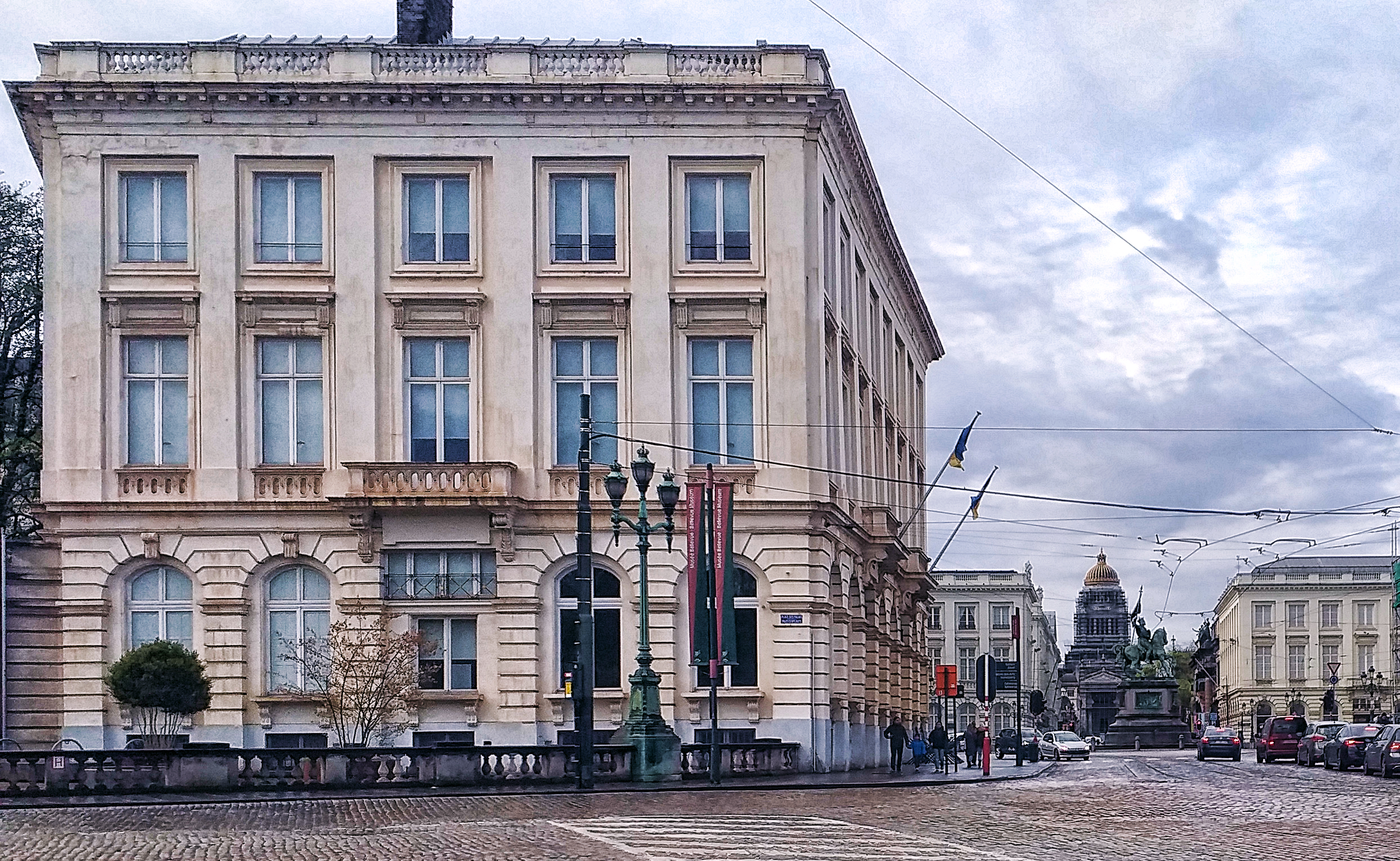
Het Hôtel Belle-Vue

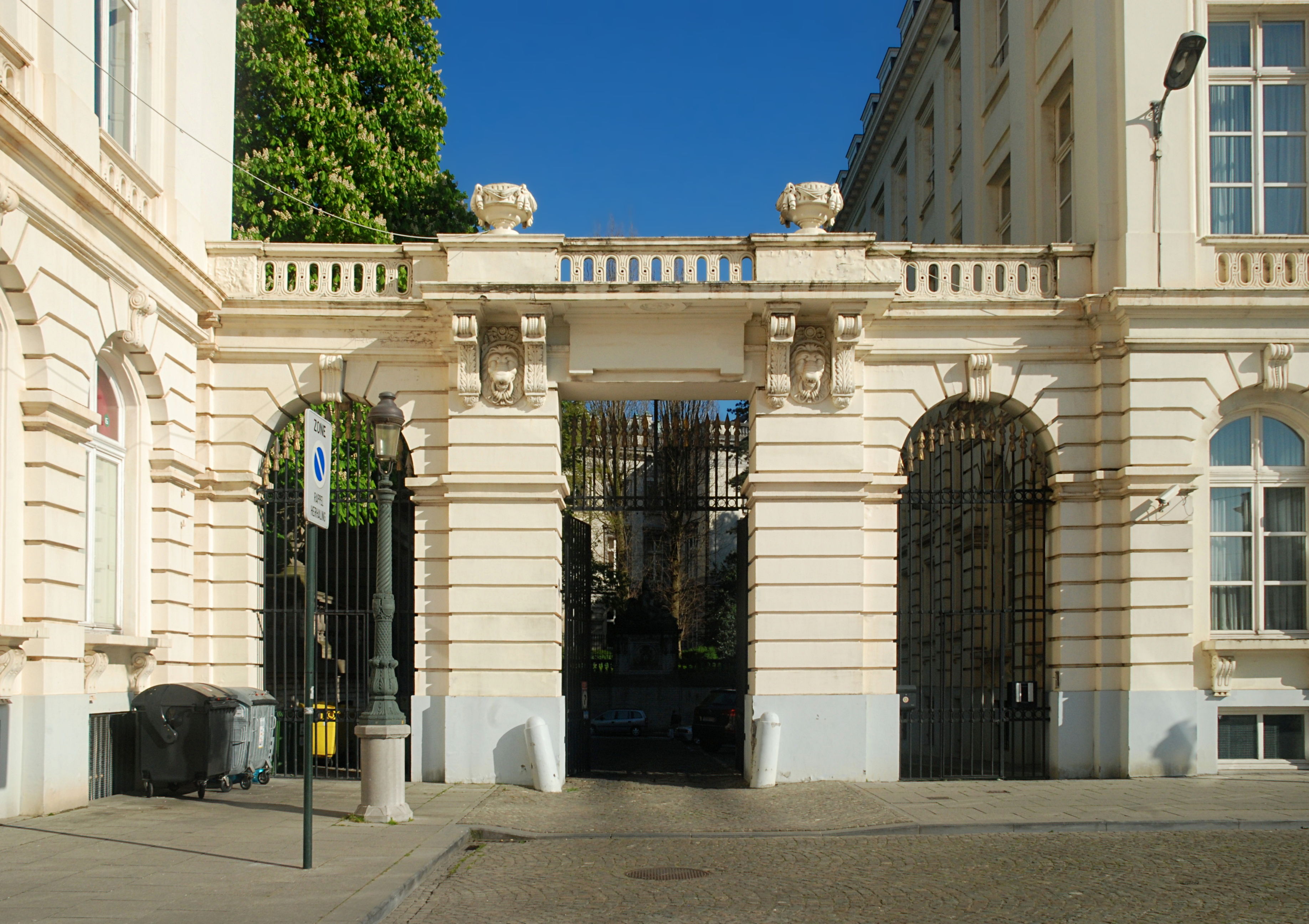
De portiek tussen het Hôtel Belle-Vue en het Hôtel de Coudenberg

Het Hôtel Belle-Vue is een neoklassiek gebouw aan het Koningsplein in de Koninklijke Wijk in de Belgische stad Brussel. Het huisvest het BELvue Museum.
Het gebouw ligt aan het Koningsplein 9. Ten oosten staan Koninklijk Paleis van Brussel en het Paleizenplein, ten zuiden het Hôtel de Coudenberg dat het Grondwettelijk Hof huisvest en aan de overzijde van de Koningsstraat staat het Hôtel de Grimbergen, de zetel van de Brusselse Hoofdstedelijke Regering.

## Geschiedenis
In 1731 verwoestte een grote brand het Paleis op de Koudenberg. De Oostenrijkse autoriteiten wilden op de locatie van het voormalige paleis een monumentaal plein bouwen, geïnspireerd op het Place Stanislas in Nancy in Nancy (1755) en het Place Royale in Reims (1759). Het project werd in 1774 goedgekeurd door keizerin Maria Theresia van Oostenrijk. In 1776 evolueerde het project naar een monumentaal stadsplan met acht paviljoens. Dit werd toevertrouwd aan de Franse architecten Jean-Benoît-Vincent Barré, die het basisontwerp bedacht, en Barnabé Guimard, die verantwoordelijk was voor de gedetailleerde plannen.
Op een van de hoekpaviljoenen liet wijnhandelaar Philippe De Proft in 1776-1777 een luxueus reizigershotel bouwen. Het kreeg de naam Hôtel Belle-Vue, naar de naam van de straat die naast het park van Brussel loopt (het huidige Paleizenplein). Er verbleven talloze prominente gasten, waaronder een reeks Franse adellijke personen onder wie verschillende leden van de koninklijke familie op de vlucht naar Brussel na de revolutie van 1789. Onder hen bevond zich de graaf van Artois, de toekomstige koning Karel X van Frankrijk. In 1795 kocht Louis De Proft het hotel van zijn vader en volgd hem aan het hoofd van het etablissement op. Hij verwierf in 1816 ook het hotel gebouwd door baron de Aguilar, aansluitend op het Belle-Vue naar het zuidoosten, naast de huidige Borgendaalsteeg (voorheen de Kaatsbaanstraat). De gebouwen werden in 1827 via een laag verbindingsgebouw met elkaar verbonden. In 1825 kocht Charles De Proft het hotel van zijn vader. Tijdens de Belgische Revolutie geraakte de gevel aan de kant van het park van Brussel door projectielinslagen beschadigd, waarna het pand wordt gerestaureerd. De familie De Proft baatte het hotel tot 1862 uit. Charles' echtgenote Henriette verhuurde het hotel vanaf dan dan aan Edouard Dremel. In 1866 kocht hij het hotel. Hij kocht in 1878 ook het Hôtel de Flandre aan de andere kant van de Borgendaalsteeg, waarna beide hotels met een ondergrondse doorgang werden verbonden. Dremel en zijn zoons voerden grote werkzaamheden aan het hotel uit. In 1902 kocht de Fondation de la Couronne (van de Onafhankelijke Congostaat) het Hôtel Belle-Vue van Edouard en Albert Dremel, de zoons van Edouard Dremel. De organisatie baatte het hotel tot 1905 uit. Het Hôtel de Flandre bleef in gebruik tot de Eerste Wereldoorlog. Onder de bekende klanten zijn te vernoemen: Honoré de Balzac, de familie van Klemens von Metternich, Adolphe Thiers, Franz Liszt, Edward VII van het Verenigd Koninkrijk, Wilhelm I van Duitsland, Alexander II van Rusland, Eugénie de Montijo, de keizer van Brazilië, Umberto I en Victor Emanuel III van Italië, koningen van Zweden, Spanje en Denemarken, Ulysses S. Grant, Sarah Bernhardt, Benjamin Disraeli en Cecil Rhodes.
In 1905 kocht koning Leopold II het hoekpand om het te verbinden met het Koninklijk Paleis. Hij overwoog het als residentie voor zijn jongste dochter, prinses Clementine. De leiding van de werkzaamheden werden aan Octave Flanneau toevertrouwd. Alle gebouwen die vroeger verbonden waren met het originele hotel werden afgebroken om de bouw van de Borgendaalgalerij en het paviljoen met dezelfde naam mogelijk te maken. Zo werd het Hôtel de Belle-Vue met de nieuwe vleugel van het Koninklijk Paleis verbonden. De kamers werden tot salons omgevormd, de galerijen door circulatiegangen. Een monumentale trap met fontein, stromend water in de badkamers en elektriciteit werden aangebracht. Het geheel werd in 1909 voltooid. Een jaar eerder werd de Onafhankelijke Congostaat aan de Belgische Staat overgedragen en kwam het gebouw in handen van de Koninklijke Schenking. Prinses Clementine verbleef in 1909-1910 in het pand. Het gebouw bleef tot 1934 in handen van de koninklijke familie. De hertog en hertogin van Brabant, de toekomstige koning Leopold III en koning Astrid, woonden er in 1926-1930. Onder leiding van Flanneau werd het pand nogmaals gerenoveerd. De prins behield er zijn kantoor tot zijn kroning in 1934. Prinses Josephine Charlotte werd er in 1927 geboren.
Vervolgens werd het gebouw slechts occasioneel gebruikt. Zo deed het dienst als ontvangstlocatie voor donaties aan slachtoffers van de economische crisis in 1935. Na de distributie van deze pakketten werd het Belle-Vue jarenlang niet meer gebruikt. In 1953 stelde koning Boudewijn het voormalige hotel ter beschikking aan het Rode Kruis na de overstromingen. In 1960 werden er repatrianten uit Belgisch-Congo, dat onafhankelijk werd, gehuisvest.
In 1977 werd het Hôtel Belle-Vue voor het eerst een museum en werd het volledig omgebouwd om aan deze nieuwe functie te voldoen. Er werden onder meer kantoren en magazijnen en extra sanitair ingericht. De Koninklijke Musea voor Kunst en Geschiedenis stelde er haar meubel- en porseleincollectie uit de 18e eeuw tentoon, alsook het "Museum van het Hart" (Boyadjan-collectie). Ook het Museum van de Dynastie vestigde zich op de tweede verdieping in 1992. De Koninklijke Schenking, die het ook al jarenlang gevestigd was, verhuisde naar een pand in de Brederodestraat. Na het vertrek van de Koninklijke Musea voor Kunst en Geschiedenis in 1998 vond het Memoriaal Koning Boudewijn er onderdak. Na een volledige herinrichting met onder meer een atrium en glazen dak huisvest het pand sinds 2005 het BELvue Museum, naar aanleiding van de 175ste verjaardag van België. De Koninklijke Schenking droeg het gebouw in 2003 aan de Koning Boudewijnstichting over.